# Зближення меридіанів на площині
Збли́ження меридіа́нів на площині́ (рос. сближение меридианов на плоскости, англ. grid convergence (declination) on a plane) — кут між зображенням меридіана точки в проєкції Ґауса і прямою, паралельною осі абсцис на площині в цій же точці.